# Jaminton Campaz
Jaminton Leandro Campaz (ur. 24 maja 2000 w Ibagué) – kolumbijski piłkarz występujący na pozycji ofensywnego pomocnika w brazylijskim klubie Grêmio oraz w reprezentacji Kolumbii.

## Kariera klubowa

### Deportes Tolima
W 2017 roku podpisał kontrakt z klubem Deportes Tolima. Zadebiutował 1 kwietnia 2017 w meczu Categoría Primera A przeciwko Tigres FC (3:0), w którym zdobył swoją pierwszą bramkę. 10 maja 2019 zadebiutował w Copa Libertadores w meczu przeciwko Club Jorge Wilstermann (0:2). 5 lutego 2020 zdobył pierwszą bramkę w Copa Libertadores w meczu przeciwko CSD Macará (0:1).

## Kariera reprezentacyjna

### Kolumbia U-17
W 2017 roku otrzymał powołanie do reprezentacji Kolumbii U-17. Zadebiutował 23 lutego 2017 w meczu fazy grupowej Mistrzostw Ameryki Południowej U-17 2017 przeciwko reprezentacji Ekwadoru U-17 (1:2). Pierwszą bramkę zdobył 27 lutego 2017 w meczu fazy grupowej Mistrzostw Ameryki Południowej U-17 2017 przeciwko reprezentacji Urugwaju U-17 (1:3). 15 września 2017 otrzymał powołanie na Mistrzostwa Świata U-17 2017.

### Kolumbia
10 czerwca 2021 otrzymał powołanie do reprezentacji Kolumbii na Copa América 2021. Zadebiutował 17 czerwca 2021 w meczu fazy grupowej Copa América 2021 przeciwko reprezentacji Wenezueli (0:0).

## Statystyki

### Klubowe
(aktualne na dzień 20 czerwca 2021)
| Klub               | Sezon              | Liga                | Liga  | Liga   | Puchar kraju | Puchar kraju | CONMEBOL | CONMEBOL | Inne  | Inne   | Suma  | Suma   |
| Klub               | Sezon              | Liga                | Mecze | Bramki | Mecze        | Bramki       | Mecze    | Bramki   | Mecze | Bramki | Mecze | Bramki |
| ------------------ | ------------------ | ------------------- | ----- | ------ | ------------ | ------------ | -------- | -------- | ----- | ------ | ----- | ------ |
| Deportes Tolima    | 2017               | Categoría Primera A | 5     | 1      | 1            | 0            | 0        | 0        | –     | –      | 6     | 1      |
| Deportes Tolima    | 2018               | Categoría Primera A | 0     | 0      | 0            | 0            | –        | –        | –     | –      | 0     | 0      |
| Deportes Tolima    | 2019               | Categoría Primera A | 30    | 5      | 3            | 0            | 2        | 0        | 1     | 0      | 36    | 5      |
| Deportes Tolima    | 2020               | Categoría Primera A | 18    | 5      | 3            | 1            | 5        | 3        | –     | –      | 26    | 9      |
| Deportes Tolima    | 2021               | Categoría Primera A | 16    | 4      | 0            | 0            | 8        | 2        | –     | –      | 24    | 6      |
| Deportes Tolima    | Ogólnie            | Ogólnie             | 69    | 15     | 7            | 1            | 15       | 5        | 1     | 0      | 92    | 21     |
| Ogólnie w karierze | Ogólnie w karierze | Ogólnie w karierze  | 69    | 15     | 7            | 1            | 15       | 5        | 1     | 0      | 92    | 21     |

### Reprezentacyjne
(aktualne na dzień 20 czerwca 2021)
| Reprezentacja | Rok     | Mecze | Bramki |
| ------------- | ------- | ----- | ------ |
| Kolumbia U-17 |         |       |        |
| 2017          | 13      | 3     |        |
| Ogólnie       | Ogólnie | 13    | 3      |
| Kolumbia      |         |       |        |
| 2021          | 1       | 0     |        |
| Ogólnie       | Ogólnie | 1     | 0      |

| Mecze i gole w reprezentacji | Mecze i gole w reprezentacji | Mecze i gole w reprezentacji | Mecze i gole w reprezentacji | Mecze i gole w reprezentacji | Mecze i gole w reprezentacji | Mecze i gole w reprezentacji | Mecze i gole w reprezentacji              |
| Kolumbia U-17                | Kolumbia U-17                | Kolumbia U-17                | Kolumbia U-17                | Kolumbia U-17                | Kolumbia U-17                | Kolumbia U-17                | Kolumbia U-17                             |
| Lp.                          | Data                         | Miejsce                      | Gospodarz                    | Gość                         | Wynik                        | Gol                          | Rozgrywki                                 |
| ---------------------------- | ---------------------------- | ---------------------------- | ---------------------------- | ---------------------------- | ---------------------------- | ---------------------------- | ----------------------------------------- |
| 1.                           | 23.02.2017                   | Rancagua                     | Ekwador U-17                 | Kolumbia U-17                | 1:2                          |                              | Mistrzostwa Ameryki Południowej U-17 2017 |
| 2.                           | 25.02.2017                   | Rancagua                     | Chile U-17                   | Kolumbia U-17                | 1:1                          |                              | Mistrzostwa Ameryki Południowej U-17 2017 |
| 3.                           | 27.02.2017                   | Rancagua                     | Urugwaj U-17                 | Kolumbia U-17                | 1:3                          | Gol                          | Mistrzostwa Ameryki Południowej U-17 2017 |
| 4.                           | 01.03.2017                   | Rancagua                     | Kolumbia U-17                | Boliwia U-17                 | 2:3                          | Gol                          | Mistrzostwa Ameryki Południowej U-17 2017 |
| 5.                           | 07.03.2017                   | Rancagua                     | Kolumbia U-17                | Ekwador U-17                 | 2:1                          | Gol                          | Mistrzostwa Ameryki Południowej U-17 2017 |
| 6.                           | 10.03.2017                   | Rancagua                     | Chile U-17                   | Kolumbia U-17                | 1:0                          |                              | Mistrzostwa Ameryki Południowej U-17 2017 |
| 7.                           | 13.03.2017                   | Rancagua                     | Kolumbia U-17                | Wenezuela U-17               | 0:0                          |                              | Mistrzostwa Ameryki Południowej U-17 2017 |
| 8.                           | 16.03.2017                   | Rancagua                     | Brazylia U-17                | Kolumbia U-17                | 3:0                          |                              | Mistrzostwa Ameryki Południowej U-17 2017 |
| 9.                           | 19.03.2017                   | Rancagua                     | Kolumbia U-17                | Paragwaj U-17                | 2:1                          |                              | Mistrzostwa Ameryki Południowej U-17 2017 |
| 10.                          | 06.10.2017                   | Nowe Delhi                   | Kolumbia U-17                | Ghana U-17                   | 0:1                          |                              | MŚ U-17 2017                              |
| 11.                          | 09.10.2017                   | Nowe Delhi                   | Indie U-17                   | Kolumbia U-17                | 1:2                          |                              | MŚ U-17 2017                              |
| 12.                          | 12.10.2017                   | Navi Mumbai                  | Stany Zjednoczone U-17       | Kolumbia U-17                | 1:3                          |                              | MŚ U-17 2017                              |
| 13.                          | 16.10.2017                   | Nowe Delhi                   | Kolumbia U-17                | Niemcy U-17                  | 0:4                          |                              | MŚ U-17 2017                              |
| Kolumbia                     |                              |                              |                              |                              |                              |                              |                                           |
| Lp.                          | Data                         | Miejsce                      | Gospodarz                    | Gość                         | Wynik                        | Gol                          | Rozgrywki                                 |
| 1.                           | 17.06.2021                   | Goiânia                      | Kolumbia                     | Wenezuela                    | 0:0                          |                              | Copa América 2021                         |